# Saint-Hilaire-les-Places
Saint-Hilaire-les-Places – miejscowość i gmina we Francji, w regionie Nowa Akwitania, w departamencie Haute-Vienne.
Według danych na rok 1990 gminę zamieszkiwało 785 osób, a gęstość zaludnienia wynosiła 34 osoby/km² (wśród 747 gmin Limousin Saint-Hilaire-les-Places plasuje się na 168. miejscu pod względem liczby ludności, natomiast pod względem powierzchni na miejscu 280.).

## Populacja

Populacja Saint-Hilaire-les-Places w latach 1962–2008